# Олейниця
Олейниця (пол. Olejnica) — село в Польщі, у гміні Пшемент Вольштинського повіту Великопольського воєводства.
Населення — 59 осіб (2011).
У 1975-1998 роках село належало до Лешненського воєводства.

## Демографія
Демографічна структура станом на 31 березня 2011 року:
|          | Загалом | Допрацездатний вік | Працездатний вік | Постпрацездатний вік |
| -------- | ------- | ------------------ | ---------------- | -------------------- |
| Чоловіки | 31      | 11                 | 16               | 4                    |
| Жінки    | 28      | 4                  | 16               | 8                    |
| Разом    | 59      | 15                 | 32               | 12                   |